# Murviel-lès-Béziers
Murviel-lès-Béziers é uma comuna francesa na região administrativa de Occitânia, no departamento de Hérault. Estende-se por uma área de 32,36 km². Em 2010 a comuna tinha 3 155 habitantes (densidade: 97,5 hab./km²).